# Armin Hary
Armin Hary (* 22. března 1937 Quierschied) je bývalý německý atlet, sprinter, dvojnásobný olympijský vítěz.

## Sportovní kariéra
Ve dvaceti letech, v roce 1957, se stal mistrem Německa v běhu na 100 metrů. O rok později, na mistrovství Evropy ve Stockholmu, zvítězil v běhu na 100 metrů a byl členem vítězné německé štafety na 4 × 100 metrů.
V roce 1960 zaběhl jako první člověk na světě 100 metrů za 10,0 a vytvořil tak nový světový rekord. Na olympiádě v Římě pak zvítězil ve finále běhu na 100 metrů časem 10,2 a byl členem vítězné štafety společného německého týmu. Jejími členy byli kromě Haryho Bernd Cullmann, Walter Mahlendorf a Martin Lauer. Jejich čas 39,5 znamenal vyrovnání světového rekordu. Pro porušení předpisů západoněmeckého atletického svazu byl potrestán ročním zákazem činnosti, poté ukončil svoji sportovní kariéru.